# Mauregard (mini-série)
Pour les articles homonymes, voir Mauregard.
Mauregard est une mini-série française en six épisodes de 55 minutes, réalisée par Claude de Givray, diffusée chaque jeudi du 1er octobre 1970 au 5 novembre 1970 sur la deuxième chaîne de l'ORTF.

## Synopsis
À son retour de Louisiane en 1865, Hippolyte de Mettray décide d'utiliser les bénéfices de son dernier voyage d'affaires pour acheter le château de Mauregard en Touraine, château de ses ancêtres. Hippolyte épouse Anne-Marie (Gaby Sylvia).
Vingt ans plus tard, Hippolyte veut marier son fils Maxence (Richard Leduc) à Hélène (Annick Korrigan), la fille du riche marquis, leur voisin. Mais Maxence, amoureux de l'orpheline Françoise (Claude Jade), refuse le mariage d'argent, que Mauregard notamment est censé recevoir. Françoise et Maxence sont soutenus dans leur combat par Hélène de tous.
Encore vingt ans plus tard : Hippolyte meurt sans laisser de testament. Maxence (Henri Guisol) et Françoise (Brigitte Auber) peuvent difficilement garder le château.
Une autre génération plus tard, le neveu de Maxence, Charles-Auguste (Michel Subor) revient de la Première Guerre mondiale. Deux femmes - Agnès (Anne Vernon) et Elise (Marie-Blanche Vergnes) - se bousculent pour lui.
Clément (Marc di Napoli), fils de Charles-Auguste et d'Elise, a combattu pour la Résistance contre les Allemands pendant la Seconde Guerre mondiale.
Dans la dernière partie, Clément (Jacques Destoop) revient dans le minable château Mauregard - devenu minable - avec la jeune Carol (Jacky Gee) du Canada. 
L'histoire puis celle de ses descendants est contée sur six époques différentes, du Second Empire à la Ve République.

## Fiche technique
- Titre : Mauregard
- Réalisateur : Claude de Givray
- Scénario : Claude de Givray, Bernard Revon
- Musique : Georges Delerue
- Pays de production :  France
- Langue originale : français
- Genre : chronique familiale
drame
- Nombre d'épisodes : 6 (1 saison)
- Durée : 55 minutes
- Date de première diffusion : 1er octobre 1970

## Distribution
- Henri Guisol : Maxence aîné
- Richard Leduc : Maxence jeune
- Claude Jade : Françoise jeune
- Brigitte Auber : Françoise aînée
- Jacques Berthier : Hippolyte de Mettray
- Gaby Sylvia: Anne-Marie de Mettray
- Michel Subor : Charles-Auguste
- Marie-Blanche Vergne: Élise
- Roger Pigaut : Richard
- Christine Simon : Léontine jeune
- Jandeline: Léontine vieille
- Marc di Napoli : Clément, fils d'Élise
- Jacques Destoop: Clément aîné
- Annick Korrigan : Hélène de Lartigautière
- Anne Vernon : Agnès
- Jackie Gee: Carol
- John Rico : Martin
- Jacques Couturier : Lefosset
- Françoise Morhange : Mme Eugène
- Anne-Marie Coffinet : Aline
- Louis Jojot : le père Louis
- René Lafleur : Badin
- Jacques Galland : le maire
- Deniz Direz: Charles-Auguste enfant
- Béatrice Romand : Sophie enfant
- Michèle Montel : Sophie adulte
- Caroline Reverdiau : Caroline
- Philippe Girard : Philippe
- Pierre Maguelon : le gendarme résistant (épisode 5)
- Maryse Paillet : la dame à la messe (épisode 5)
- Jacques Dumur : le médecin

## Épisodes
1. 1865 : Le Temps des espérances
2. 1885 : Le Temps des amours
3. 1905 : Le Temps des intrigues
4. 1925 : Le Temps des plaisirs
5. 1940 : Le Temps des colères
6. 1970 : Le Temps des présages